# Bustul lui Nicolae Leonard din București
Bustul lui Nicolae Leonard a fost realizat în anul 1929 de sculptorul român Oscar Han prin colectă publică, organizată de revista Rampa. Este turnat în bronz și așezat pe un soclu înalt din piatră de Câmpulung, pe care stă scris: 
| NICOLAE LEONARD 1886-1928 |

Născut la Galați, Nicolae Leonard (13 decembrie 1886 - 24 decembrie 1928) a fost un tenor român cu remarcabile calități vocale și scenice, supranumit „Prințul operetei românești".
Bustul este înscris în Lista monumentelor istorice 2010 - Municipiul București - la nr. crt. 2309, cod LMI B-III-m-B-19993.
Monumentul este amplasat în sectorul 1, pe Șoseaua Kiseleff, în Parcul Kiseleff din București.